# Patersonia limbata
Patersonia limbata är en irisväxtart som beskrevs av Stephan Ladislaus Endlicher. Patersonia limbata ingår i släktet Patersonia och familjen irisväxter. Inga underarter finns listade i Catalogue of Life.